# Jan van Loo

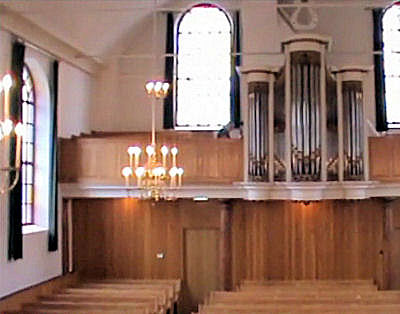
Het eerste door Jan van Loo gebouwde orgel te Lutten (1857-1858)

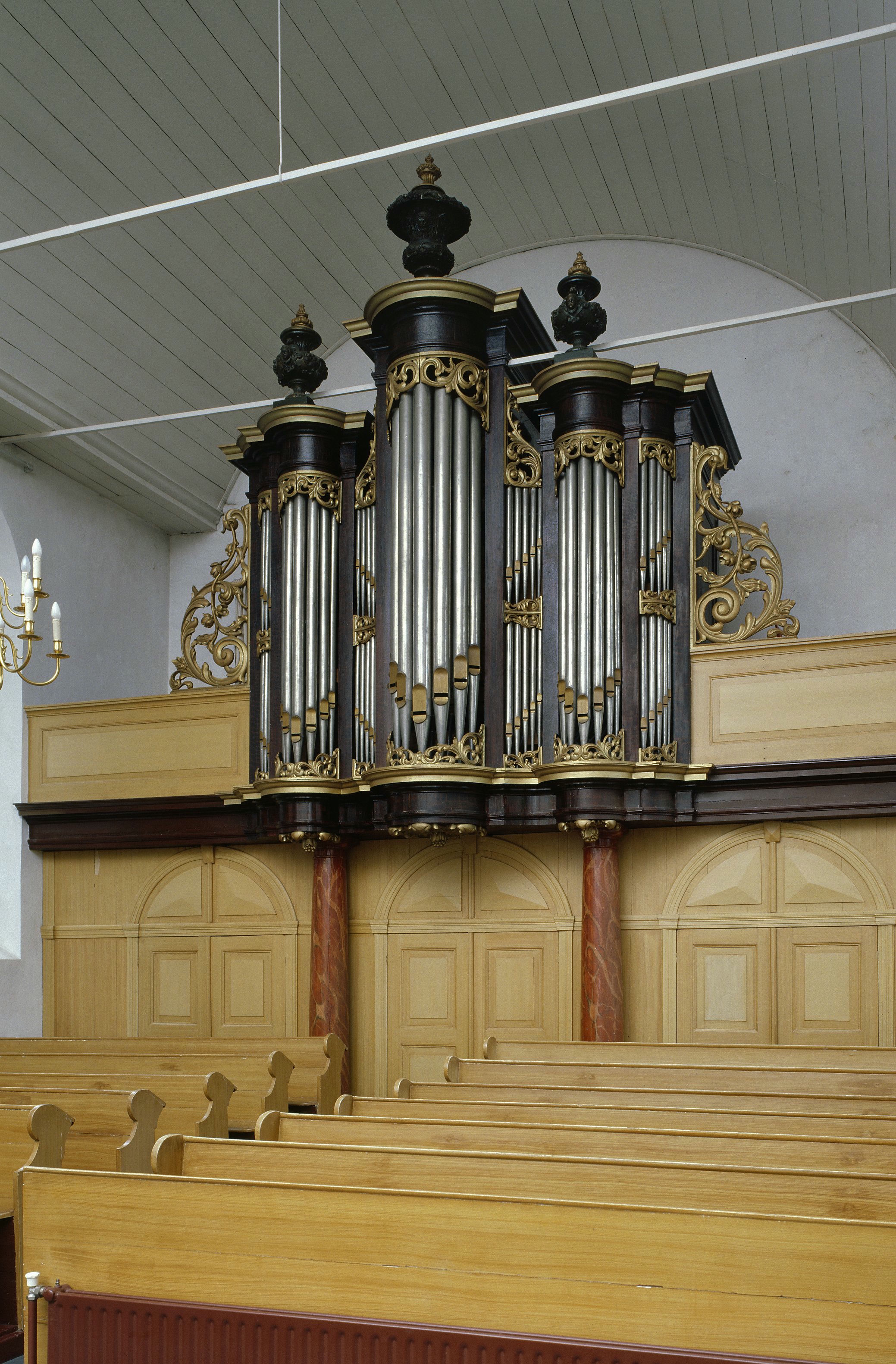
Orgel uit 1867 in het kerkje van Oud Avereest

Jan van Loo (Groningen, 16 april 1823 - Zwolle, 8 juni 1910) was een orgelbouwer.

## Leven en werk
Hij was de zoon van de schipper Gerardus van Loo en zijn vrouw Geesje de Vries. Mogelijk is hij opgevoed buiten het eigen gezin, daar zijn moeder kort na de bevalling overleed.
Kennis van de orgelbouw deed hij op in de orgelmakerij van Petrus van Oeckelen (1792-1878) te Harendermolen. Op 6 oktober 1853 huwde hij in Groningen met Elizabeth Regina van Oeckelen (1825-1909), een dochter van zijn werkgever.
Beweringen dat er een familierelatie zou hebben bestaan tussen Van Loo en de orgelmakers Scheuer kunnen naar het rijk der fabelen worden verwezen. Dat Van Loo de gebroeders Scheuer behulpzaam is geweest bij de bouw van het orgel in de Grote Kerk te Enschede (verloren gegaan tijdens de stadsbrand van 1862) kon nimmer worden aangetoond. Ook is het niet juist Van Loo als de voortzetter van de orgelmakerij van Scheuer aan te merken. In 1854 heeft Van Loo zich in Zwolle gevestigd. Hij overleed aldaar op 8 juni 1910.
In het werk van deze orgelmaker zijn enige karakteristieken aan te wijzen, zowel ten aanzien van het pijpwerk als van de kassen, die in het werk van Van Oeckelen zijn terug te vinden. Zijn orgels behoren, op een uitzondering na, alle tot het type van het balustrade-orgel. Daarbij is een specifiek kenmerk dat de onderzijde van het orgelfront een lijn vormt met de onderzijde van de balustrade. De lier op de middentoren en de brede voluten aan de kassen zijn voor de maker eveneens kenmerkend. De orgels in Lutten, Blokzijl en Hall (Gelderland) zijn nog redelijk gaaf. Het aantal vervaardigde orgels is bescheiden gebleven, mede omdat de orgelmaker vanaf 1875 als medefirmant zich toelegde op de fabricage van geheel andere producten (wasdoek).

## Orgels
Tot de belangrijkste werkzaamheden behoorden:
- 1858 - Lutten, n.h. kerk (nieuwbouw);
- 1858 - Blokzijl, doopsgezinde kerk (nieuwbouw);
- 1860 - Vollenhove, grote kerk (uitbreiding met vrij pedaal/pedaaltorens);
- 1864 - Heino, r.k. kerk (nieuwbouw);
- 1866 - Hall, n.h. kerk (nieuwbouw);
- 1866 - Zwolle, chr. afgescheiden kerk (nagenoeg nieuwbouw);
- 1867 - Oud Avereest, n.h. kerk (nieuwbouw);
- 1870 - Dedemsvaart, n.h. kerk (nieuwbouw).

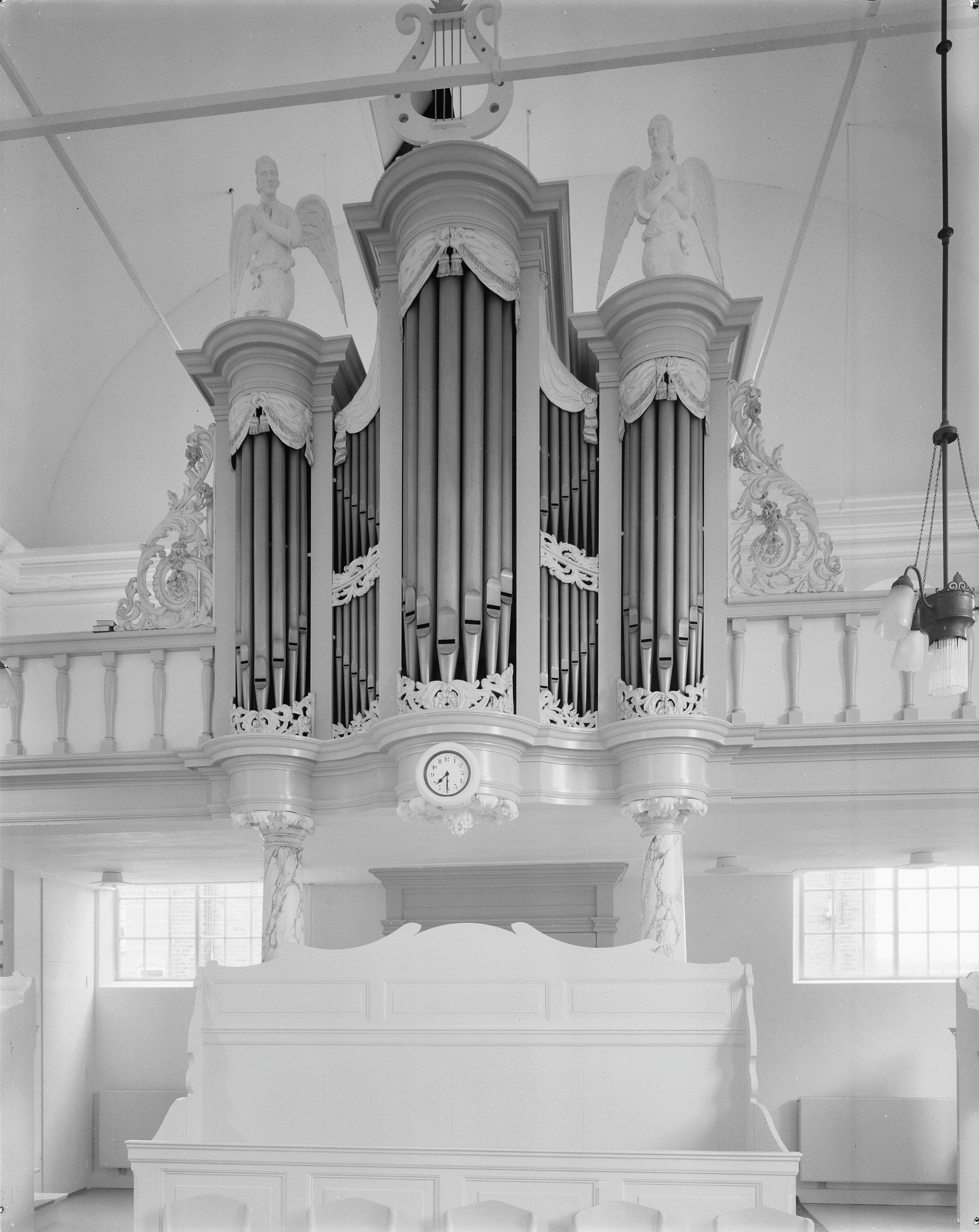
Orgel uit 1858 in de Doopsgezinde kerk van Blokzijl
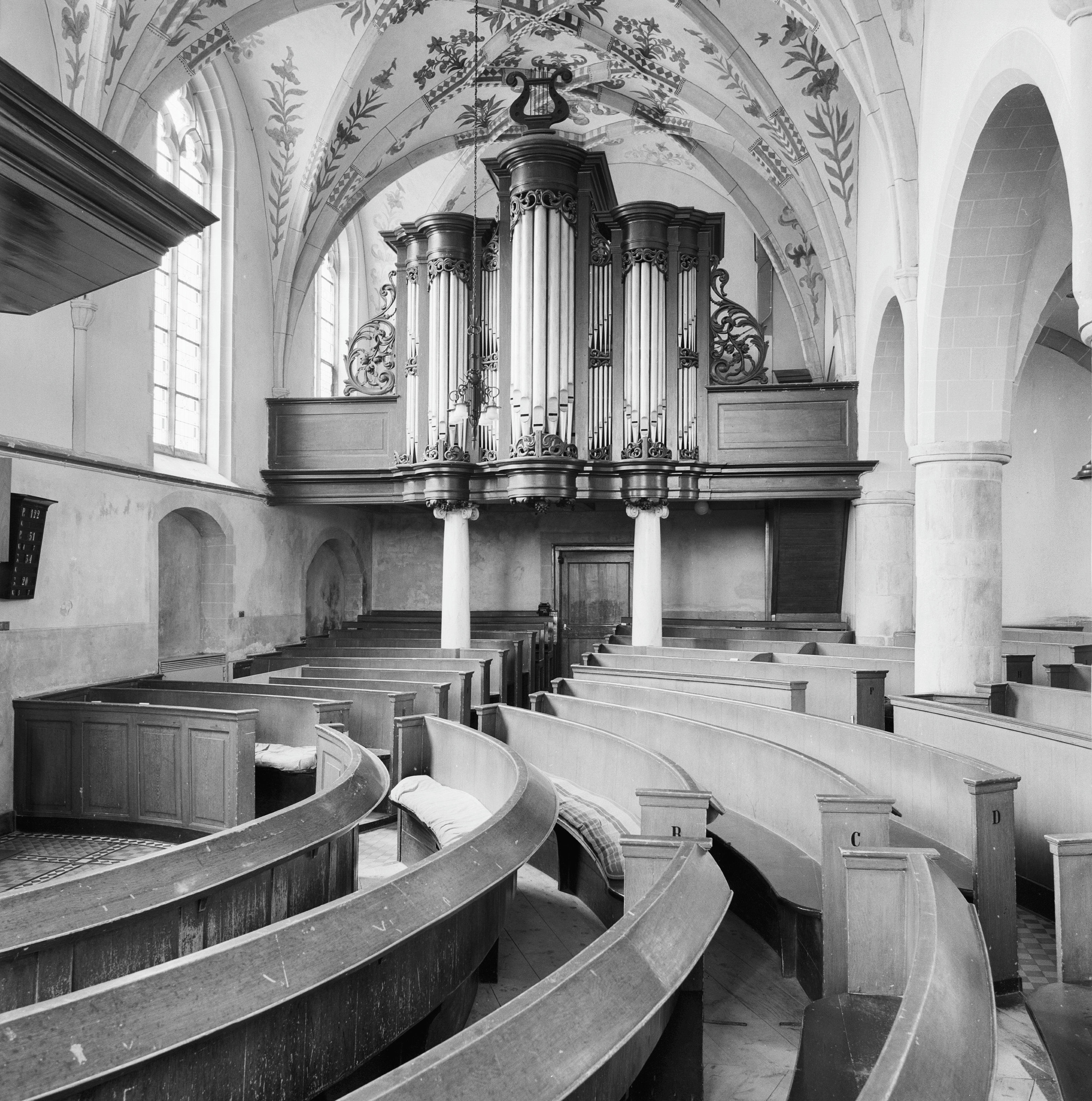
Orgel van 1866 in de Sint-Ludgerkerk in Hall
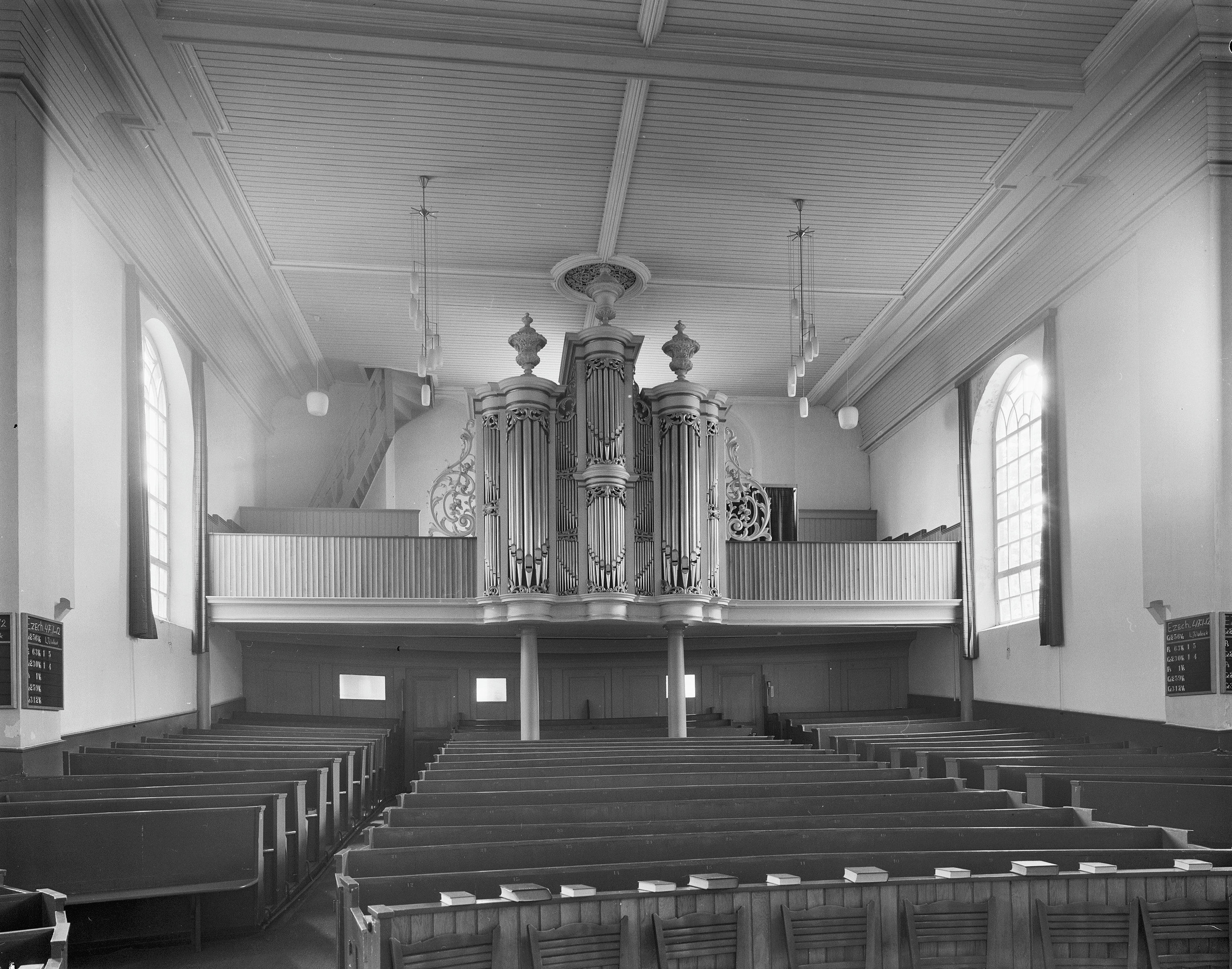
Orgel uit 1870 in de Hervomde kerk in Dedemsvaart

Adema · Gebroeders Van der Aa · Jacobus Armbrost · Bakker & Timmenga · Johann Bätz · Jonathan Bätz · Joseph Binvignat · Sander Booij · Martin Butter · Van Dam · Matthijs van Deventer · Geert Pieters Dik · Johannes Duyschot · Roelof Barentszn Duyschot · Bernhardt Edskes · Marten Eertman · Gerardus Elberink · Elbertse · Antoon van Elen · Flentrop · Dirk Flentrop · Heinrich Hermann Freytag · Rudolf Garrels · Justus Geerkens · Pieter Geerkens · Gradussen · Albertus van Gruisen · Willem van Gruisen · Nicolaas van Hagen · Willem Hardorff · Hendrik Hermanus Hess · Jan van den Heuvel · Jan Adolf Hillebrand · Albertus Antoni Hinsz · Bernard Petrus van Hirtum · Nicolaas van Hirtum · Cornelis Hoornbeek · Klop Orgels & Klavecimbels · Hermanus Knipscheer · Johan Frederik Kruse · Ernst Leeflang · Lohman · Jan van Loo · Michaël Maarschalkerweerd · Pieter Maarschalkerweerd · Abraham Meere · Roelf Meijer · Michaël Mercator · Carl Friedrich August Naber · Familie Niehoff · Cornelis van Oeckelen · Petrus van Oeckelen · Detlef Onderhorst · Pels & Van Leeuwen · Pereboom & Leijser · Elbert Pluer · Radersma · Joachim Reichner  · Reil · Cornelis Rogier · Mense Ruiter · Conradus Ruprecht II · Hans Wolff Schonat · Franciscus Cornelius Smits · Frans Casper Snitger · Johannes Stephanus Strümphler · Johannes Wilhelmus Timpe · Valckx & Van Kouteren · Kam & Van der Meulen · Henk Veeningen · Matthijs Verhofstadt · Vermeulen · Verschueren · Johannes Vollebregt · Jacobus Vollebregt · Van Vulpen · Christian Gottlieb Friedrich Witte · Johan Frederik Witte · Lodewijk Ypma · Jacobus Zeemans
Zuid-Nederlands orgelbouwer (voor 1830)